# キンキン・祐子のおじゃましまーす
『キンキン・祐子のおじゃましまーす』（キンキン・ゆうこのおじゃましまーす）は、1981年3月30日から同年9月25日までTBS系列局で放送されていたTBS製作のバラエティ番組である。放送時間は毎週月 - 金曜 12:20 - 12:40 （日本標準時）。

## 概要
愛川欽也と島田祐子が司会を務めていた平日昼の生放送の帯番組で、ゲスト歌手による歌の披露とゲストタレントとのトークを中心に進行。「夫婦の失敗談」というコーナーもあった。
体裁としては、「キンキンの（シャボン玉）こんにちは」のリニューアルであるが、牛乳石鹸共進社が協賛者から降りたため、この番組は複数スポンサーの共同提供だった。
| TBS系列 月 - 金曜12:20枠                              | TBS系列 月 - 金曜12:20枠                                           | TBS系列 月 - 金曜12:20枠                   |
| 前番組                                                | 番組名                                                             | 次番組                                     |
| ----------------------------------------------------- | ------------------------------------------------------------------ | ------------------------------------------ |
| キンキンのこんにちは （1979年7月9日 - 1981年3月27日） | キンキン・祐子のおじゃましまーす （1981年3月30日 - 1981年9月25日） | 悪友親友 （1981年9月28日 - 1984年3月30日） |